# 會計及財務匯報局

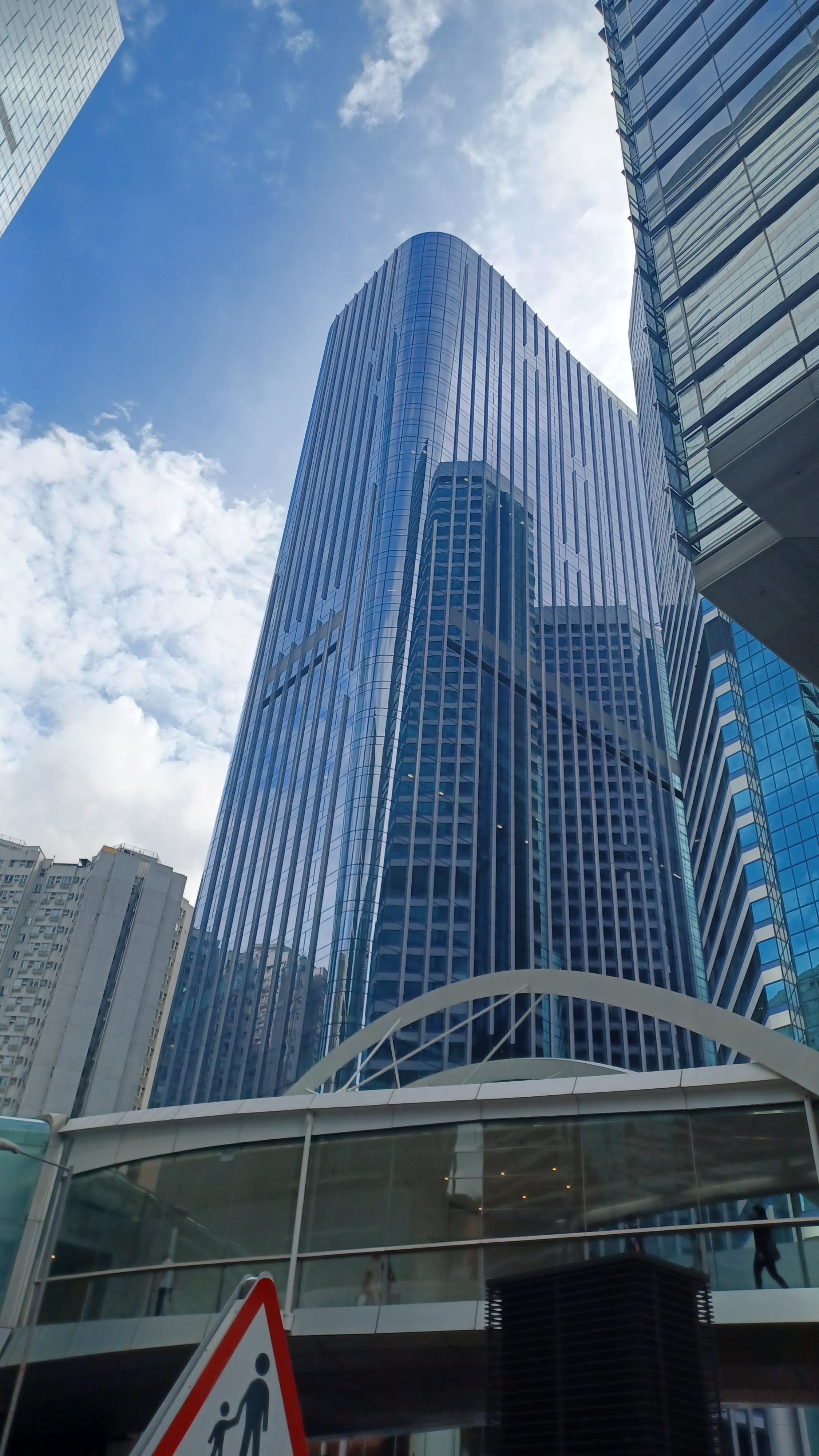
會計及財務匯報局總部所在大廈——太古坊二座

會計及財務匯報局（英語：Accounting and Financial Reporting Council，英文簡稱AFRC；中文簡稱會財局），舊稱財務匯報局（英語：Financial Reporting Council），是根據於2006年7月13日制定的香港法例第588章《財務匯報局條例》（今《會計及財務匯報局條例》）而於2006年12月1日成立的香港法定機構，並於2007年7月16日開始運作，2022年10月1日變更為現時的名稱。現任會計及財務匯報局的主席是孫德基博士。
會財局原位於香港灣仔皇后大道東183號合和中心24及43樓，自2023年7月10日起搬遷至鰂魚涌英皇道979號太古坊二座10樓及11樓01-03室。

## 職能
財務匯報局職責主要為就有關上市實體可能在審計或匯報方面的不當行為進行調查，及其可能沒有遵從財務匯報規定的事宜展開查訊。截至2022年3月底儲備資金約2.6億元。
2021年10月，香港立法會通過《2021年財務匯報局 （修訂）條例》，財匯局將更名為會計及財務匯報局（簡稱會財局），並會獲得更大權力，包括向會計師發出執業證書等，取代現時香港會計師公會部份職權。為了協助會財局進行會計、核數和核證等規管工作，政府成立諮詢委員會，由12名成員向局方提供意見，成員背景包括會計專業人士、會計服務使用者、學者和法律界專業人士。

## 歷任主席
- 高靜芝，GBS，JP（2006年12月1日－2012年10月2日）[4][5]
- 潘祖明博士，BBS，JP（2012年10月3日－2018年12月14日）[6][7][8]
- 黃天祐博士，SBS，JP（2018年12月15日－2024年12月31日）[9][10][11][12]
- 孫德基，GBS，JP（2025年1月1日－2026年12月31日）[13]

## 歷任行政總裁
- 沈文燾，SBS，JP（2007年－2010年）
- 甘博文，BBS（2010年－2013年）
- 狄勤思（Mark Francis Dickens）（2013年－2016年）
- 衛皓民（Paul Franz Winkelmann）（2016年－2019年）[14]
- 馬力（Marek Tadeusz Grabowski）（2020年－2023年10月11日）[15]
- 賴翠碧（2023年10月12日－2024年4月8日，署任[16]；2024年4月9日－2027年4月8日[17]）

## 歴史
2023年12月15日，財務匯報局宣佈與國家財政部監督評價局達成合作共識。根據商定機制，國家財政部監督評價局會協助香港會財局獲取香港核數師存放於中國內地的審計工作底稿，以供在香港進行檢查。

## 調查工作
2021年2月，財務匯報局對替康宏2017至2019年度的業績進行核數工作的中匯安達展開調查。為自2006年成立以來首次點名批評個別上市公司。
2021年8月，財務匯報局宣佈調查壹傳媒的財務報表及審計工作，並調查曾任壹傳媒核數師的德勤和中正天恒。
2022年8月，財務匯報局宣佈就若幹交易對中國恒大和恒大物業的賬目及審計展開調查，調查内容包括羅兵咸永道就中國恒大和恒大物業2020年年度賬目進行的審計。

## 外部連結
- 會計及財務匯報局官方網站 （页面存档备份，存于）
- 財務匯報局觀察公司增多 （页面存档备份，存于）
- 潘祖明涉利益衝突 暫退財匯局主席 （页面存档备份，存于）
- 財匯局首季接24宗投訴 （页面存档备份，存于）